# Friedrich Wilhelm Donauer

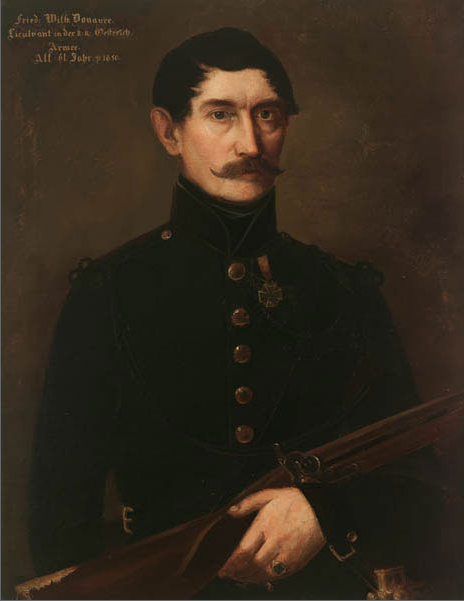
Friedrich Wilhelm Donauer (1820)

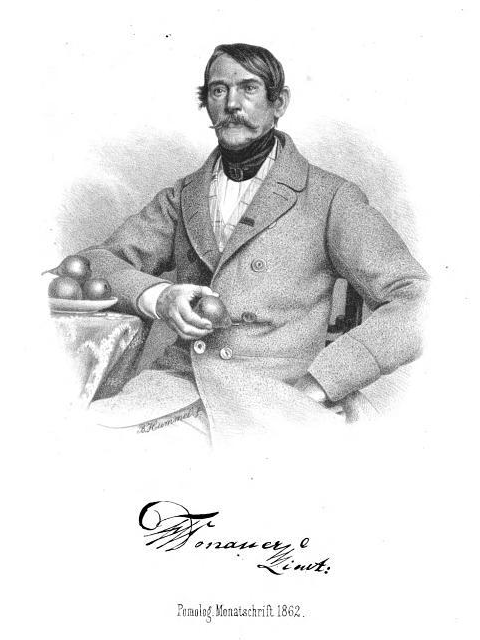
Friedrich Wilhelm Donauer (1866)

Friedrich Wilhelm Donauer (* 4. Oktober 1788 in Thurnau; † 5. März 1870 in Coburg) war ein k.k. Leutnant, Forstfachmann und Pomologe.

## Leben
Friedrich Wilhelm Donauer war der Sohn eines Hofrats und Justizamtmannes aus Thurnau bei Bayreuth. 1804 wollte er in die Preußische Armee eintreten. Bei der Musterung wurde ihm gesagt, dies werde frühestens in zwei Jahren möglich sein. Er besuchte daraufhin die Forstbaumschule in Meiningen im Herzogtum Sachsen-Meiningen. Diese verließ er 1807 mit einem guten Zeugnis. In den folgenden Jahren sammelte er im Fichtelgebirge praktische Erfahrungen in der Forstbewirtschaftung. 1813 sollte er zu Beginn der Befreiungskriege als Offizier in die Bayerische Armee eintreten. Da er aber lieber gegen Frankreich und nicht mit Bayern auf der französischen Seite kämpfen wollte, trat er in Eger in die Kaiserlich Königliche Armee Österreichs ein. Nach der Schlacht bei Kulm wurde er zum Leutnant befördert. Unter anderem nahm er an der Belagerung von Torgau und Hünnigen bei Basel teil. Während der Zeit erhielt er von der niederösterreichischen Regierung eine Prämie, weil er ein forstbauliches Problem gelöst hatte. In Württemberg lernte er Joseph Anton von Waldburg-Wolfegg-Waldsee kennen. 1815 zog er mit der Armee nach Italien und über Südfrankreich wieder zurück. 1820 zog er mit der Armee nach Sardinien. Donauer bereute später, dass er 1822 die Chance nicht ergriffen hatte, in die preußische Armee zu wechseln. Er hatte auf einem Kongress in Verona Wilhelm zu Sayn-Wittgenstein-Hohenstein täglich getroffen, der seine guten Beziehungen zu Friedrich Wilhelm III. für ihn verwenden wollte. Weil aber in der damals beginnenden Friedenszeit vorerst wenig Karrieremöglichkeiten beim Militär in Aussicht standen, entschied sich Donauer, zum Forstdienst zurückzukehren.
Bis 1829 verblieb er im Dienst von Joseph Anton von Waldburg-Wolfegg-Waldsee, bevor er wieder in seine oberfränkische Heimat zurückkehrte. Gleichzeitig begann er auch obstbaulich tätig zu werden. So war er bereits 1929 Gründungsmitglied des Vereins für Gartenbau und Feldwirtschaft Coburg. Er befand sich bald in regem Austausch mit Johann Georg Dittrich. Für sein Wirken im Gartenbauverein Coburg erhielt er schon bald von Herzog Ernst I. eine Dankesadresse und den Herzoglich Sachsen-Ernestinischen Hausorden. Donauer vertrat schon ab 1834 die Meinung, dass die ständig sich steigernden Sortenbeschreibungen es unmöglich machen würden, eine Sorte sicher zu bestimmen. Zu sehr sei das Aussehen der Früchte und Bäume vom Boden, Klima und Witterung abhängig, als dass sich von der Beschreibung eines Baumes Rückschlüsse auf eine gesamte Art herstellen ließen. Gleichwohl versuchte Donauer selbst die Bestimmung  über Zeichnungen zu vereinheitlichen. Donauer widmete sich lange Jahre seinen Obstbaumschulen, war Sekretär des Deutschen Pomologen-Vereins, veröffentlichte Beiträge in den Pomologischen Monatsheften und versendete Edelreiser bis nach Tilsit. Später widmete er sich der Imkerei und gründete in Coburg einen Bienenzuchtverein.
In seinen letzten Lebensjahren war Donauer in schlechter gesundheitlicher Verfassung. Das hielt ihn nicht davon ab, bis zuletzt Edelreiser zu versenden. Er stiftete einen Preis, der vom Pomologischen Institut Reutlingen jährlich für den besten Schüler der Anstalt verwendet werden sollte.
Die Apfelsorte Donauers Renette sowie die Birnensorten Donauers Bergamotte und Donauers Herbstbutterbirne wurden von Donauer aufgefunden und nach ihm benannt. Auch die Zwetschgensorten Donauers Zusammengedrückte Zwetschge sowie Locumbes Unvergleichliche von Donauer sind mit seinem Namen verbunden. Der bereits im Illustrirten Handbuch beschriebene Donauers Taubenapfel stellte sich später als synonym zum Roten Wintertaubenapfel heraus.
Ein Teil seines Nachlasses befindet sich in der Staatlichen Bibliothek Regensburg.  Ein Porträt Donauers befindet sich in der Kunstsammlung der Veste Coburg.

## Werke
- Anleitung zu dem Schneiden verschiedener Arten von Fruchtsteinen und insbesondere der Piniolen, Meusel, 1866